# Arnfried Edler
Arnfried Edler (* 21. März 1938 in Lüdenscheid; † 20. April 2022 in Hannover) war ein deutscher Musikwissenschaftler, Kirchenmusiker und Hochschulprofessor in Kiel und Hannover.

## Leben
Arnfried Edler studierte Schulmusik (an der Musikhochschule Saarbrücken), Deutsche Literaturgeschichte und Philosophie (an der Universität Saarbrücken und der Universität Kiel) und legte außerdem 1964 an der Musikhochschule Köln das A-Examen für Evangelische Kirchenmusik ab. Nach seiner Promotion zum Doktor der Philosophie in Historischer Musikwissenschaft 1968 und dem Referendariat für das Lehramt an Gymnasien arbeitete der examinierte Schul- und Kirchenmusiker ab 1969 als Wissenschaftlicher Mitarbeiter, Leiter der Studentenkantorei und Universitätsorganist in Kiel mit gleichzeitiger Lehrverpflichtung an der Musikhochschule Lübeck.
Nach der Habilitation 1978 wurde er Professor für Historische Musikwissenschaft an der Universität Kiel. Er wohnte zu dieser Zeit in der nahegelegenen Gemeinde Neuwittenbek. Von 1989 bis 2003 wirkte er an der Hochschule für Musik und Theater Hannover.
Edler beschäftigte sich als Professor für Musikwissenschaft schwerpunktmäßig mit der Musikgeschichte des 18. und 19. Jahrhunderts, der Sozial-, Mentalitäts- und Gattungsgeschichte der Musik (besonders für Tasteninstrumente) sowie der Geschichte der Musikästhetik und  der Musikpädagogik. Er wirkte vielfach als Editor und Mitautor an wissenschaftlichen Denkmäler- und Gesamtausgaben (Carl Philipp Emanuel Bach, Robert Schumann) sowie an Kongress- und Projektberichten.
Der in Bremen lehrende Musiktheoretiker Florian Edler ist sein Sohn.

## Veröffentlichungen (Auswahl)
- Studien zur Auffassung antiker Musikmythen im 19. Jahrhundert (= Kieler Schriften zur Musikwissenschaft. Band 20, ZDB-ID 504075-9). Bärenreiter, Kassel u. a. 1970 (Zugleich: Kiel, Univ., Diss., 1968).
- Der nordelbische Organist. Studien zu Sozialstatus, Funktion und kompositorischer Produktion eines Musikerberufes von der Reformation bis zum 20. Jahrhundert (= Kieler Schriften zur Musikwissenschaft. Band 23). Bärenreiter, Kassel u. a. 1982, ISBN 3-7618-0636-1 (Zugleich: Kiel, Univ., Habil.-Schr., 1978).
- Robert Schumann und seine Zeit (= Große Komponisten und ihre Zeit). Laaber-Verlag, Laaber 1982, ISBN 3-921518-71-7; 3., überarbeitete und erweiterte Auflage ebenda 2008, ISBN 978-3-89007-653-9.
- mit Siegmund Helms und Helmuth Hopf: Musikpädagogik und Musikwissenschaft (= Taschenbücher zur Musikwissenschaft. Band 111). Noetzel, Wilhelmshaven 1987, ISBN 3-7959-0479-X
- Gattungen der Musik für Tasteninstrumente (= Handbuch der musikalischen Gattungen. Band 7, Teil 1–3). 3 Bände. Laaber-Verlag, Laaber 1997–2004;
  - Teil 1: Von den Anfängen bis 1750, XIII/463 Seiten mit 209 Abb. und 251 Notenbeispielen, 1997, ISBN 3-89007-130-9
  - Teil 2: Von 1750 bis 1830, VII/384 Seiten mit 60 Abb. und 65 Notenbeispielen, 2003, ISBN 3-89007-286-0
  - Teil 3: Von 1830 bis zur Gegenwart, VIII/392 Seiten mit 78 Abb. und 64 Notenbeispielen, 2004, ISBN 3-89007-595-9
    - erweiterte Neuausgabe: Geschichte der Klavier- und Orgelmusik. 3 Bände, Laaber 2007.
- Musik zwischen Mythologie und Sozialgeschichte. Ausgewählte Aufsätze aus den Jahren 1972 bis 2000 (= Publikationen der Hochschule für Musik und Theater Hannover. Band 13). Herausgegeben von Wolfgang Horn und Günter Katzenberger. Wißner, Augsburg 2003, ISBN 3-89639-379-0.
- Robert Schumann. C. H. Beck, München 2009, ISBN 978-3-406-56274-7.